# Estanislao Medina Huesca
Estanislao Medina Huesca (Malabo, 1990) es un novelista y guionista de Guinea Ecuatorial, conocido por obras como Barlock: los hijos del gran búho (2016 y 2022), El albino Micó (2019) y Suspéh: memorias de un expandillero (2020).
Ganó su primer concurso literario (2006) a los dieciséis años con Tierra Prometida. En 2017 obtuvo el galardón de Narrativa del primer Certamen Literario de la Academia de la Lengua Española en Guinea Ecuatorial, con una historia de magia y hechicería titulada Odji Nzam. Al año siguiente ganó el tercer premio del mismo concurso con John Fucken.
En 2021, la revista Granta lo nombró uno de los veinticinco mejores escritores jóvenes menores de treinta y cinco (35) años en lengua española.
Formó parte de una delegación de catorce representantes de la «literatura africana» en la XVIII edición de Fliven, donde manifestó que los africanos tienen una riqueza cultural «muy amplia»,  la cual preserva su identidad nativa y pese a la «imposición cultural» española desde 1843, los africanos se han matenido firmes en su «pensamiento progresista». Fue galardonado el Premio Literario AEGLE Miguel de Cervantes en 2022.
En una entrevista con Letralia, Huesca citó entre sus mayores influencias literarias a autores ecuatoguineanos entre los que destaca a Joaquín Mbomio Becheng, Donato Ndongo Biyogo, Paco Zamora Loboch, Maximiliano Ncogo, Juan Tomás Ávila Laurel y María Nsue. De la literatura española, Camilo José Cela y Pardo Bazán. De la británica, incluyó la autora de la saga Harry Potter, J.K. Rowling.

## Obras
- Barlock: Los hijos del gran búho: Se define como «novela costumbrista» que refleja la realidad de Malabo durante su auge expansivo en el año 2013.[4]
- El albino Micó. Letrame, 2019.
- Suspéh. Memorias De Un Expandillero. Diwan, 2020. Prólogo de César Brandon Ndjocu.